# Štajerski vojvodski klobuk
Štajerski vojvodski klobuk (nemško Herzogshut der Steiermark) je nazobčana krona, ki je služila kot pokrivalo štajerskih vojvod. Je eden izmed simbolov vojvodine Štajerske .

## Zgodovina
Izdelati jo je dal štajerski vojvoda Ernest Železni.
Je najstarejša in edina ohranjena vojvodska krona, ki so jo uporabljali srednjeveški avstrijski vojvode. Klobuk so uporabljali med slovesnostmi poklona (Erbuhildung) avstrijskih vojvod in nato nadvojvod. Iz uporabe je izginil po slovesnosti Karla VI. leta 1728. Ob uničenju Štajerske orožarnice leta 1765 so ga našli v izredno slabem stanju, nakar so jo ga stroške cesarske hiše obnovili. Leta 1785 so ga vrnili v cesarsko zakladnico na Dunaju, čez pet let pa so ga zaradi pritožb lokalnih oblasti vrnili na Štajersko. Razstavljen je v Univerzalnem muzeju Joanneum v Gradcu.
Še danes je upodobljen na grbu dežele Štajerske .

## Opis
Klobuk je sestavljen iz pokrivala iz rdečega žameta in hermelina, obdan pa je s strukturo vermeila, ki tvorijo vzorec trikotnikov. Zgornje konice teh trikotnikov prekrivajo veliki baročni biseri, dodani med obnovo leta 1766. Čez žamet se razteza tanek lok, obložen z emajlom. V višino meri približno 20 centimetrov, v premeru pa 20,5 cm.